# IZM
《IZM》（： Ijeum）是南韓的流行音樂線上雜誌，主要發布音樂評論、文章和藝術家訪談。《IZM》由韓語：，羅馬化：임진모於2001年創立，現有17名寫手。

## 外部連結
- 官方网站